# Ivan Ćosić
Ivan Ćosić (* 13. Oktober 1989 in Reutlingen) ist ein ehemaliger kroatischer Fußballspieler.

## Karriere

### Vereine
Ćosić begann sechsjährig beim in seinem Geburtsort ansässigen SSV Reutlingen 05 mit dem Fußballspielen und wechselte 2003 in die Jugendabteilung des VfB Stuttgart. Nach vier Spielzeiten wechselte er zu den Stuttgarter Kickers, für deren U-19-Mannschaft er eine Spielzeit lang aktiv gewesen ist.
Im März 2008 gab der SSV Reutlingen 05 den Wechsel von Ivan Ćosić zur Profi-Mannschaft bekannt. Die bisherige Vertragslaufzeit wurde im Juli 2009 bis zum Saisonende 2010 verlängert. Für den SSV Reutlingen bestritt er 35 Punktspiele in der viertklassigen Regionalliga Süd, wobei er sein Debüt am 14. März 2009 (22. Spieltag) beim 3:2-Sieg im Auswärtsspiel gegen den SC Freiburg II gab. Nachdem er am 10. Mai 2010 auf eigenen Wunsch seinen Vertrag mit dem Verein vorzeitig auflöste, wurde einen Tag später der Wechsel zum FC Bayern München bekannt gegeben, bei dem er einen Zweijahresvertrag erhielt. Sein Debüt in der 3. Liga gab er nach einer langen Verletzungspause am 5. Februar 2011 (23. Spieltag) bei der 0:2-Niederlage im Auswärtsspiel gegen Eintracht Braunschweig. Nach dem Abstieg der Bayern wechselte er nach nur einem Jahr und lediglich vier Einsätzen im Team von Hermann Gerland zur Saison 2011/12 zu Eintracht Frankfurt, für deren zweite Mannschaft er ein halbes Jahr in der Regionalliga Süd aktiv gewesen ist. Im Januar 2012 – während der laufenden Spielzeit 2011/12 – erhielt er vom Israelischen Erstligisten Maccabi Netanja einen bis zum Saisonende laufenden Vertrag. In sieben Punktspielen trug er zum vierten Platz bei. Von Sommer 2012 bis Herbst 2014 blieb er ohne Verein, ehe er ab 4. Oktober 2014 wieder bei seinem ehemaligen Verein, den SSV Reutlingen, einen bis zum 30. Juni 2015 gültigen Vertrag erhielt. In der fünftklassigen Oberliga Baden-Württemberg kam er einzig am 23. Mai 2015 (34. Spieltag) bei der 1:4-Niederlage im Auswärtsspiel gegen den Karlsruher SC II zum Einsatz. Mit Saisonende beendete er aufgrund lang anhaltender Verletzungen seine aktive Fußballerkarriere.

### Nationalmannschaft
Am 22. Mai 2007 gab Ćosić sein Länderspieldebüt, als er mit der U-18-Nationalmannschaft in Orašje gegen die Auswahl Bosnien-Herzegowinas mit 0:1 verlor. Beim 1:0-Sieg zwei Tage später in Županja gegen dieselbe Auswahl wurde er ebenso eingesetzt, wie auch bei seinem Debüt für die U-19-Nationalmannschaft am 17. April 2007 in Steyr bei der 0:1-Niederlage gegen die Auswahl Österreichs.

## Erfolge
- Deutscher Meister mit der WFV-Auswahl 2004
- WFV-Pokalsieger 2004 (mit dem VfB Stuttgart), 2015 (mit dem SSV Reutlingen 05)